# 左利きの日

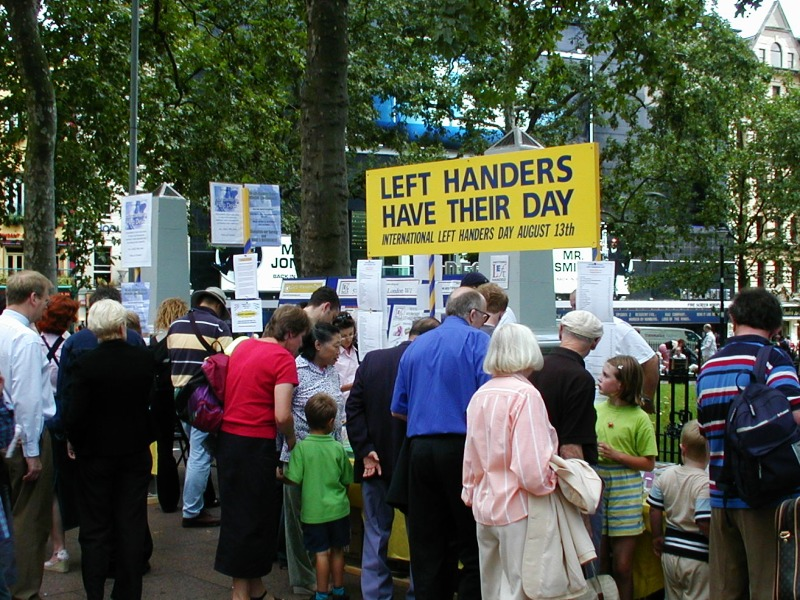
2002年 英国ロンドン レスター・スクウェア

左利きの日（ひだりききのひ）は、左利きの生活環境の向上に向けた記念日である。1992年8月13日、1990年に設立されたイギリスにある「Left-Handers Club」により、右利き用だけでない誰もが安全に使える道具を各種メーカーに対して呼びかけることを目的に提唱・制定された。同日は提唱者の誕生日である。日本では2月10日が「0210」を英語で「左」を意味する「レフト」と読めることから2月10日を「左利きの日」あるいは「左利きグッズの日」としている。これには8月13日が盆時期である為、日本に於いては記念活動等が困難である事が理由とされている。